# Balta translucida
Balta translucida är en kackerlacksart som först beskrevs av Robert Walter Campbell Shelford 1908.  Balta translucida ingår i släktet Balta och familjen småkackerlackor. Inga underarter finns listade.